# O Exorcismo de Emily Rose
The Exorcism of Emily Rose (bra/prt: O Exorcismo de Emily Rose) é um filme estadunidense de 2005, dos gêneros terror, drama e suspense, dirigido por Scott Derrickson, com roteiro de Paul Harris Boardman e do próprio diretor baseado na história de Anneliese Michel, ocorrida na Alemanha em 1976.

## História
Emily Rose (Jennifer Carpenter) é uma jovem que deixou sua casa em uma região rural para cursar a faculdade. Um dia, sozinha em seu quarto no alojamento, ela tem uma alucinação assustadora, perdendo a consciência logo em seguida. Como seus surtos ficam cada vez mais frequentes, Emily, que é católica praticante, aceita ser submetida a uma sessão de exorcismo. Quem realiza a sessão é o sacerdote de sua paróquia, o padre Richard Moore (Tom Wilkinson). Porém Emily morre durante o exorcismo, o que faz com que o padre seja acusado de assassinato. Erin Bruner (Laura Linney), uma advogada famosa, aceita pegar a defesa do padre Moore em troca da garantia de sociedade em uma banca de advocacia. À medida que o processo transcorre o cinismo e o ateísmo de Erin são desafiados pela fé do padre Moore e também pelos eventos inexplicáveis em torno do caso.

## Elenco
- Jennifer Carpenter (Emily Rose)
- Laura Linney (Erin Bruner)
- Tom Wilkinson (Padre Richard Moore)
- Campbell Scott (Ethan Thomas)
- Colm Feore (Karl Gunderson)
- Joshua Close (Jason)
- Kenneth Welsh (Dr. Mueller)
- Duncan Fraser (Dr. Cartwright)
- JR Bourne (Ray)
- Mary Beth Hurt (Juiz Brewster)
- Henry Czerny (Dr. Briggs)
- Shohreh Aghdashloo (Dra. Adani)
- Mary Black (Dra. Vogel)